# Maasdorf
Maasdorf este o comună din landul Saxonia-Anhalt, Germania.